# Imre Nyéki
Imre Nyéki, född 1 november 1928 i Szerep, död 27 mars 1995 i Budapest, var en ungersk simmare.
Nyéki blev olympisk silvermedaljör på 4 x 200 meter frisim vid sommarspelen 1948 i London.